# Łyszczyce
Łyszczyce (biał. Лышчыцы, ros. Лыщицы) – wieś na Białorusi, w obwodzie brzeskim, w rejonie brzeskim, w sielsowiecie Łyszczyce (którego władz nie są siedzibą).
We wsi znajdują się złoża torfu. 
W XVI-XVII w. były gniazdem rodowym Łyszczyńskich herbu Korczak. W majątku Łyszczyce urodził się najbardziej znany przedstawiciel rodziny - Kazimierz Łyszczyński (1634-1689) - polski szlachcic, filozof oskarżony o ateizm i skazany na śmierć.
Do 1928 r. istniała gmina Łyszczyce.